# Han Mi-jin
Han Mi-jin (2 agosto 1995) è una judoka sudcoreano.
Ha partecipato ai Giochi di Tokyo 2020.
Ha vinto 1 oro ed 1 bronzo alle Universiadi, mentre nel 2018, ha vinto 1 oro ai Campionati mondiali.